# NGC 2456
NGC 2456 is een elliptisch sterrenstelsel in het sterrenbeeld Lynx. Het hemelobject werd op 10 februari 1831 ontdekt door de Britse astronoom John Herschel.

## Synoniemen
- UGC 4073
- MCG 9-13-82
- ZWG 262.44
- PGC 22129